# ロデル・ナバル
ロデル・ナバル（Rodel Naval、1953年2月16日 - 1995年6月11日）は、 フィリピン の役者、歌手、作曲家。安全地帯や竹内まりやの楽曲をカバーしたものもある。

## 略歴
- 1953年2月16日、フィリピンのマニラで誕生。7人兄弟の5番目。一時期日本での滞在していた事がある。
- 1995年6月11日、カナダのトロントにてエイズによる合併症の肺嚢胞性肺炎により42歳で死去。

## 楽曲
- Kailan Kaya - 安全地帯の「微笑みに乾杯」のカバー曲
- Lumayo Ka Man Sa Akin - 竹内まりやの「シングル・アゲイン」のカバー曲